# Victor Mintoff
Victor Mintoff (1946. szeptember 4. –) máltai nemzetközi labdarúgó-játékvezető.

## Pályafutása

### Nemzeti kupamérkőzések
Vezetett Kupa-döntők száma: 4.

#### Máltai Kupa
| Időpont | Helyszín                           | Mérkőzés típusa        | Mérkőzés                        | Eredmény |
| ------- | ---------------------------------- | ---------------------- | ------------------------------- | -------- |
| 1983.   | Victor Tedesco Stadion, Ħamrun     | döntő                  | Ħamrun Spartans FC–Valletta FC  | 2 : 0    |
| 1984.   | Victor Tedesco Stadion, Ħamrun     | döntő első mérkőzés    | Ħamrun Spartans FC–Zurrieq FC   | 0 : 0    |
| 1992.   | Victor Tedesco Stadion, Ħamrun     | döntő első mérkőzés    | Ħamrun Spartans FC–Valletta FC  | 3 : 3    |
| 1996.   | Ta' Qali Nemzeti Stadion, Valletta | második döntő mérkőzés | Valletta FC–Sliema Wanderers FC | 1 : 0    |

### Nemzetközi játékvezetés
A Máltai labdarúgó-szövetség Játékvezető Bizottsága (JB) 1987-ben terjesztette fel nemzetközi játékvezetőnek, a Nemzetközi Labdarúgó-szövetség (FIFA) bíróinak keretébe. Több nemzetek közötti válogatott és klubmérkőzést vezetett.  A máltai nemzetközi játékvezetők rangsorában, a világbajnokság-Európa-bajnokság sorrendjében többedmagával az 5. helyet foglalja el 2 találkozó szolgálatával. Az aktív nemzetközi játékvezetéstől 1992-ben búcsúzott.

#### Európa-bajnokság
Az európai-labdarúgó torna döntőjéhez vezető úton Svédországba a IX., az 1992-es labdarúgó-Európa-bajnokságra az UEFA JB játékvezetőként foglalkoztatta.
| Időpont           | Helyszín                           | Mérkőzés típusa           | Mérkőzés             | Eredmény | Nézők száma |
| ----------------- | ---------------------------------- | ------------------------- | -------------------- | -------- | ----------- |
| 1990. október 10. | Benito Villamarín Stadion, Sevilla | előselejtező (7. csoport) | Spanyolország–Izland | 2 : 1    | 18 399      |
| 1991. május 22.   | Olimpiai Stadion, Serravalle       | előselejtező (4. csoport) | San Marino–Bulgária  | 0 : 3    | 612         |